# Гаццолетти, Антонио
Анто́нио Гаццоле́тти (итал. Antonio Gazzoletti; 20 марта 1813, Наго-Торболе, Трентино-Альто-Адидже — 21 августа 1866, Милан) — итальянский поэт, драматург, журналист, эссеист, либреттист, юрист, участник Рисорджименто, видный деятель революции 1848 года в Триесте.

## Биография
С юности писал стихи вместе со своим двоюродным братом Джованни Прати. Изучал право в университете Падуи. С 1835 года работал адвокатом в Триесте.
Был патриотом Савойской династии и противником австрийской власти в Италии. Близок с участником Рисорджименто Томмазео и поэтом Андреа Маффеи. За своё участие в революционных событиях 1848 года преследовался австрийскими властями, некоторое время находился в заключении в Инсбруке, позже через Баварию и Швейцарию бежал в Ломбардии, где поддерживал связь с тирольской и триестской эмиграцией.

## Творчество
Автор стихотворений, баллад, в основе которых лежали славянские народные песни, драматических произведений. Его песня «Quale e la patria dell' Italiano?» (Что такое итальянское отечество?- подражание Арндтовой «Was ist des Deustchen Vaterland?») в своё время пользовалась в Италии огромной популярностью. Из драм следует отметить «Paolo, l’apostolo delle genti».

## Избранные произведения
Поэзия
- Versi (Triest 1838)
- Galatti (Triest 1840)
- Piccarda del Donati (Triest 1841)
- Memorie e fantasie (Triest 1842)
- Falco Lovaria (Triest 1845)
- Poesie (Triest 1846)
- La grotta d’Adelberga, canti tre, in drei Gesängen (Triest 1853);
- Umberto Biancamano, Legende (Mailand 1863) u.
- Poesie (Affetti e pensieri.- Racconti.- L’ondina d’Adelberga.- Fasti e nefasti.- Paolo.- La poetica d’Orazio.) (Florenz 1861)
- Canzone per la festa secolare di Dante (Brescia 1865)

Драматурия
- Paolo, l'apostolo delle genti, 1857 (переиздание, 1873)

Либретто опер
- La schiava greca, 1868
- Turanda, 1867 (Турандот (опера))